# Burgstall Waseneck
Der Burgstall Waseneck, auch als Wasenegg oder Waslegg bezeichnet, bezeichnet eine abgegangene Burg im Gemeindegebiet von Baumgartenberg im Bezirk Perg in Oberösterreich.

## Geschichte
1284 wird Waseneck erstmals genannt, als es vom römisch-deutschen König Rudolf von Habsburg und Herzog Albrecht I. von Österreich an Ulrich III. von Capell († vor 1315) verpfändet wird. 1423 gibt Herzog Ernst von Österreich dem Reinprecht von Walsee Waseneck als Leibgedinge. Dann ist hier ein Flußhart bekannt, der die Feste um 1440 besaß. Auf ihn folgte Veit Stetthammer, der Waseneck 1473 besaß. In der Folge sind hier die Sündecks und die Walchs ansässig gewesen. Gandolf Stundacker erwarb 1508 vom Ritter Hanns Walch zu Arbing die Feste Waseneck. 1665 kam Waseneck mit Außenstein an Freiherrn Johann Christoph von Clam-Martinic. Die Güterverwaltung wurde nach Schloss Clam verlegt und Waseneck dem Verfall preisgegeben.

## Burgstall Waseneck heute
Der Burgstall dieser abgekommenen Feste liegt in einem Wald in der Ortschaft Amesbach rund 150 Meter nordwestlich des Anwesens Amesbach Nr. 6.
Die Substruktion ist im Zwiesel (Zusammenfluss) zweier Gerinne noch gut erkennbar. Das Plateau des Burgstalls ist von den tiefen Gräben der Gerinne an drei Seiten umgeben und misst etwa 65 × 30 Meter. Der Plateauzugang in Form eines Halsgrabens findet sich im Nordosten. Dort gibt es etwas unterhalb und östlich eine neuzeitliche Quellfassung. Am Plateau selbst gibt es beim Zugang eine auffällige Erhöhung. Ein Stück weiter folgte am Plateau eine auffällige ringförmige Substruktion mit einem Durchmesser von rund 6 Metern. Es besteht kein Denkmalschutz.

## Bildergalerie

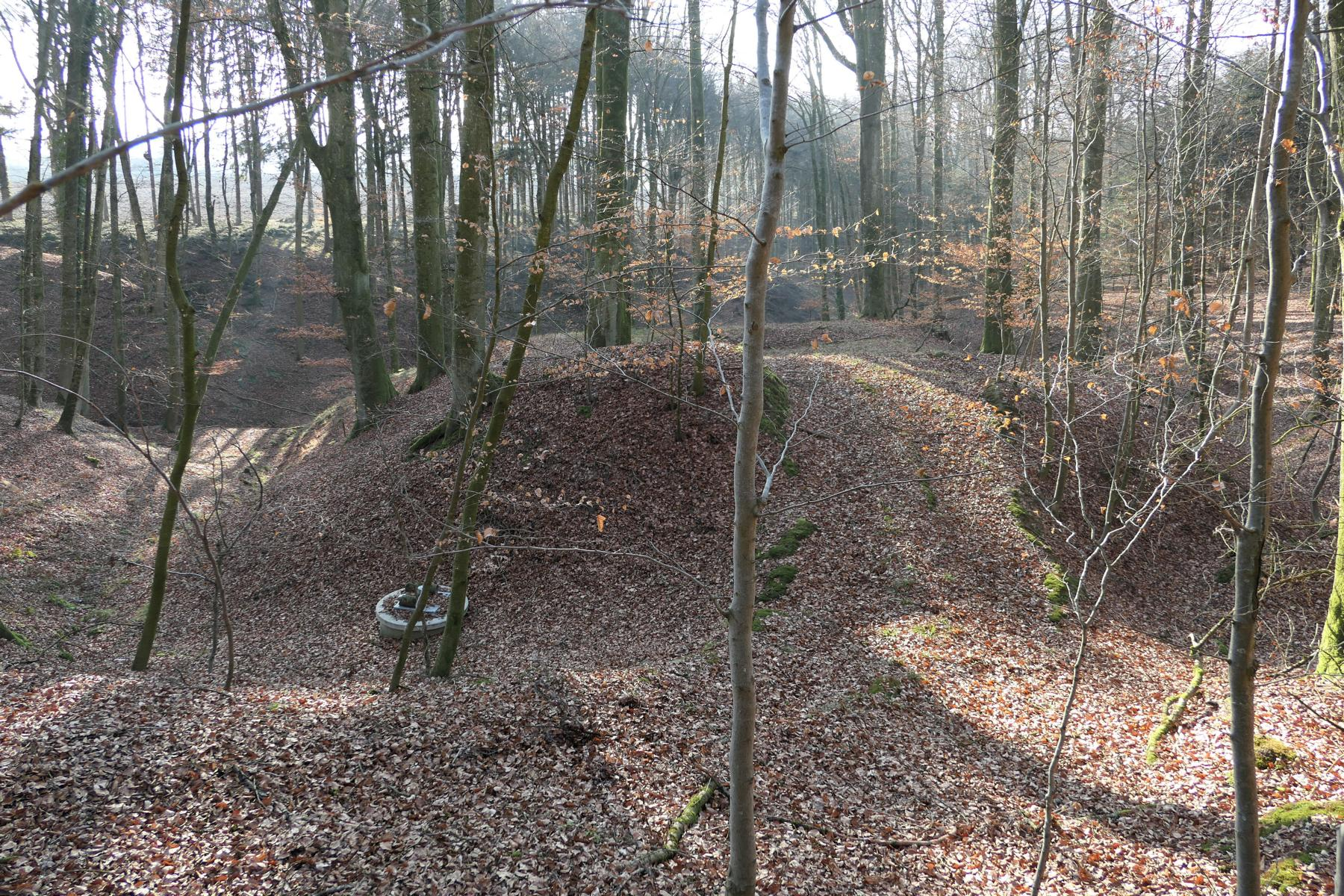
Burgstall von Norden. Zugang. 2020
Burgstall von Westen. 2020
Burgstall von Süden. 2020
Rechteckige bis ringförmige Substruktion. 2020